# Лісничий Григорій Омелянович
Григорій Омелянович Лісничий (22 квітня 1919, село Рівне Херсонської губернії, тепер Новоукраїнського району Кіровоградської області — 26 листопада 2013, місто Київ) — український радянський діяч, керівник нафтопереробної та нафтохімічної галузі Української РСР. Депутат Верховної Ради УРСР 10—11-го скликань.

## Біографія
Народився в родині партійного діяча, репресованого у 1938 році. У 1939—1941 роках навчався у Рубіжанському хіміко-технологічному інституті.
У 1941—1946 роках — служба в Червоній армії: начальник технічних майстерень і складу 550-го понтонного батальйону 261-ї стрілецької дивізії. Учасник німецько-радянської війни.
Член ВКП(б) з 1946 року.
У 1949 році закінчив Рубіжанський хіміко-технологічний інститут.
У 1949—1958 роках — інженер, начальник цеху, начальник відділу, головний інженер, партійний організатор Кадіївського сажового заводу Ворошиловградської області.
У 1958—1960 роках — заступник начальника управління хімічної промисловості Луганського раднаргоспу.
У 1960 — вересні 1964 року — заступник начальника Головного управління хімічної і нафтопереробної промисловості Українського раднаргоспу. У вересні 1964 — жовтні 1965 року — начальник Головного управління нафтопереробної і нафтохімічної промисловості Українського раднаргоспу.
У жовтні 1965—1971 роках — начальник управління нафтопереробної і нафтохімічної промисловості при Раді Міністрів УРСР. У 1971—1978 роках — начальник Головного управління Ради Міністрів УРСР по нафтопереробній і нафтохімічній промисловості. У 1978 — 2 березня 1988 року — начальник Головного управління по нафтопереробній і нафтохімічній промисловості УРСР («Укрголовнафтохімпрому»).
З 1988 року — на пенсії. Був президентом Всеукраїнської асоціації працівників і ветеранів нафтопереробної та нафтохімічної промисловості України.

## Звання
- старший лейтенант

## Нагороди
- орден Леніна
- орден Жовтневої Революції
- орден Трудового Червоного Прапора
- орден Вітчизняної  війни 2-го ст. (1985)
- орден Богдана Хмельницького 3-го ст.
- орден «За заслуги» 3-го ст.
- медалі